# Sring
Sring, srink – dawny instrument muzyczny, wyposażony w kilka otworów flet prosty o zadęciu podłużnym. Używany w średniowieczu na terenach Armenii. Wykonywany był ze zwierzęcych kości – zachowane egzemplarze wykonane są z kości bocianów. Używany przez pasterzy owiec oraz w muzyce ludowej. Podobny do współczesnego blula.